# Valea Enei
Valea Enei – wieś w Rumunii, w okręgu Neamț, w gminie Oniceni. W 2011 roku liczyła 360 mieszkańców.